# Mozzi
Los Mozzi, Mozzo, de' Mozzi o dei Mozzi, son una familia noble italiana oriunda de Florencia.

## Historia
Al final del siglo XII iniciaron una rápida ascensión social y económica a través del comercio y también de la banca. Participaron en el proceso de transición entre el sistema feudal y el comunal, cuando antiguos feudales perdieron poder y riqueza en competiciones contra los ricos. que se reunían en patricios y asumían el gobierno cada vez más estructurado y poderoso.
En 1209 los Mozzi ya se encontraban en el listado de las principales familias de los Güelfos, a lo que los gibelinos le causaron grandes perjuicios por ser los bandidos de la ciudad. Tommaso, hijo de Spigliato, llevó a la familia a un puesto más elevado, siendo considerada como una de los mejores mercaderes de Europa.
Entre 1260-70 sustituyeron las torres y las casas por majestuosos palacios, construyendo entonces el palacio Mozzi, donde en 1273 se hospedó al papa Gregorio X, que llegó a la ciudad para pacificar las luchas entre los güelfos y los gibelinos, y se volvieron los administradores del tesoro del pontífice, y pasaron a denominarse como los banqueros más importantes de la Cristiandad. En el mismo palacio, que fue construido entre 1260 y 1273, se hospedaron también Roberto I de Nápoles y el duque de Atenas. Andrea dei Mozzi, como amigo íntimo de Carlos I de Anjou, participó activamente en la recomposición de las deudas financieras y promovió la fundación de Iglesias, como es el caso de la Iglesia de Santa Maria no Prato, y la más importante Basílica de Santa Cruz; también restauraron otras instituciones como el Hospital de Santa Maria Nova.
En virtud de su poderío, en 1293 los Mozzi fueron admitidos oficialmente en la clase magnate. Sin embargo, en 1311 la familia falló. Poco después se recuperaron y en 1314 Piero, hermano de Carlos de Anjou, fue vicario de Toscana, y a partir de 1326 se certificó su escudo de armas, En este casp hospedaram Gualterio VI de Brienne, duque de Atenas, en 1372 Giovanni Luigi le cita como jefe del cuartel Santo Spirito, en 1376 aparece como caballero y en 1378 como embajador. A lo largo del periodo del Papado de Aviñón, el palacio de la familia se habituño para el hospedaje de dignatarios de Iglesias.
Entre el siglo XIV y el siglo XV las nuevas dificultades económicas provocaron la venta de los palacios, no obstante se recuperaron en 1551, cuando su área se amplió a un gran terreno entre las colinas de la Puerta de San Jorge. La familia prestó ayuda a un podestà, siete priores, cuatro gonfaloniere y a miembros de la Orden de Malta y la Orden de San Esteban. Giacomo fue tesorero de Florencia en el siglo XV y administrador del banco Pazzi. En 1600 la Iglesia de San Gregorio pasó a formar parte de la familia Bardi, volviendo a ser de los Mozzi en 1775. A finales del siglo XVIII el palacio familiar entró en reformas que terminaron con una decoración interna.
Permanecieron en la élite hasta el siglo XIX, cuando la línea varonil florentina se extinguió. En 1880 la princesa Vanda Carolath von Beuthen adquirió el palacio, vendiéndolo en 1913 para el coleccionista y anticuario Stefano Bardini, que lo transformó en una tienda para sus colecciones. Ya había comprado en 1880 la Iglesia de San Gregorio transformándola en un palacete, vendiéndolo al municipio en 1922, que pasó a usarse como museo cívico, y fue bautizado con el nombre de Museo Bardini. Tras una larga controversia con los herederos, el palacio principal fue comprado por el Estado en 1996, restaurándolo como centro cultural, pasando a ser patrimonio nacional desde 1901.